# Ивахненко, Александр Дмитриевич
Александр Дмитриевич Ивахненко — советский хозяйственный, государственный и политический деятель.

## Биография
Родился в 1915 году в Курской губернии. Член КПСС.
С 1933 года — на хозяйственной, общественной и политической работе. В 1933—1974 гг. — сотрудник газеты политотдела МТС Грайворонского района Белгородской области, заместитель редактора газеты «Чарджоуский рабочий» Туркменской ССР, редактор газеты «Комсомолец Туркменистана», заместитель председателя Радиокомитета Туркменской ССР, заведующий сектором агитации ЦК КП Туркменской ССР, корреспондент газеты «Правда» по Туркменской ССР, корреспондент газеты «Правда» по Узбекской ССР, главный редактор газеты «Правда Востока», главный редактор журнала «Коммунист Узбекистана», заместитель председателя, секретарь Союза журналистов Узбекской ССР.
Избирался депутатом Верховного Совета Узбекской ССР 6-го и 7-го созывов.
Умер в Ташкенте в 1974 году, похоронен на Боткинском кладбище.